# 1843 год в литературе

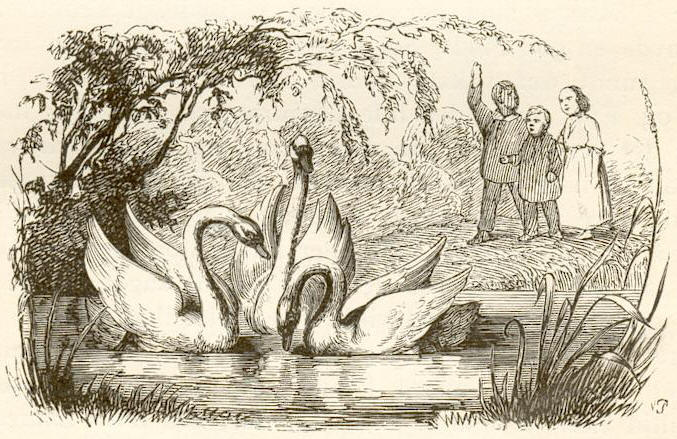
Иллюстрация к сказке Х.К.Андерсена "Гадкий утёнок"

## Книги
- «Гадкий утёнок» — сказка Ханса Кристиана Андерсена.
- «Золотой жук» — рассказ Эдгара По.
- «Родимое пятно» — новелла Натаниела Готорна.
- «Рождественская песнь в прозе» — повесть Чарльза Диккенса.
- «Сердце-обличитель» — рассказ Эдгара По.
- «Чёрный кот» — рассказ Эдгара По.
- «Червь-победитель» — стихотворение Эдгара По.

### Литературоведение
- «Русская литература в 1842 году» — обзор В. Г. Белинского.

## Родились
- 3 января — Вильгельм Гольдбаум, австрийский и немецкий публицист, юрист, переводчик и редактор (ум. 1912).
- 30 марта — русский писатель Константин Станюкович (ум. 1903);
- 2 апреля — Шарль Байго, французский прозаик(ум. 1917).
- 26 июня — Поль-Огюст Арен, французский поэт и писатель (ум. 1896).
- 20 августа — Бенно Раухенеггер, немецкий писатель, журналист и драматург (ум. 1910).
- 2 октября — Каарло Бергбум, финский прозаик, драматург (ум. 1906).
- 15 октября — Амбро Пиетор, словацкий журналист и публицист (ум. 1906);
- 12 (24) декабря — поэтесса, основоположница эстонской драматургии Лидия Койдула (ум. 1886).
- Нина Александровна Арнольди, русская писательница, переводчица (ум. 1921).

## Умерли
- 21 марта — Роберт Саути (Robert Southey), английский поэт (родился в 1774).
- 7 мая — Дмитрий Петрович Глебов, русский поэт, актуариус и переводчик; статский советник (род. 1789).
- 27 мая — Франциска фон Штенгель, немецкая писательница (род. 1801).
- 7 июня — Иоганн Христиан Фридрих Гёльдерлин (Johann Christian Friedrich Hölderlin), немецкий поэт (родился в 1770).
- 24 июня — Иоганн Фридрих Кинд (Johann Friedrich Kind), немецкий поэт и драматург (родился в 1768).